# Elizabeth Hurley
Elizabeth Hurley (ur. 10 czerwca 1965 w hrabstwie Hampshire, Anglia) – brytyjska aktorka, modelka i producentka filmowa.

## Życiorys

### Wczesne lata
Chciała zostać tancerką. Rodzice, zawodowy wojskowy i nauczycielka, zapisali ją do szkoły baletowej, z której Hurley szybko zrezygnowała. Nie podobała jej się panująca tam dyscyplina. Kilka lat później zdobyła stypendium London Studio Centre, gdzie uczęszczała na zajęcia teatralne i taneczne. W tym czasie miała różowe włosy, kolczyk w nosie i słuchała punk rocka. Założyła grupę taneczną „Vile Bodies”. Występowała w nocnych klubach.

### Kariera
W 1987 roku debiutowała w filmie Aria Bruce’a Beresforda. Pracowała także w teatrze. W tym samym roku zagrała Claire Clairmont w filmie Remando al viento (1987). Na planie tego hiszpańskiego melodramatu poznała Hugh Granta, z którym się związała. Thriller Krwawy Atlantyk (1989) Petera Keglevica spotkał się z chłodnym przyjęciem krytyki. W 1991 roku zagrała u boku Jeana Rocheforta w El largo invierno. W 1992 roku zagrała rolę terrorystki w amerykańskim thrillerze Pasażer 57 (1992) Kevina Hooksa, który doczekał się dobrych recenzji. W 1993 roku wystąpiła w angielskim horrorze Bedlam Vadima Jeana. Krytycy, pisząc o Hurley, zauważyli jedynie „niewiarygodnie wysokie obcasy”. Jej kolejne role: w Mad Dogs and Englishman (1995) Henry’ego Cole’a oraz w Dangerous Ground (1996) Darrella Roodta, nie wzbudziły zainteresowania krytyki i widzów.
Przełomem w karierze Hurley okazała się komedia Austin Powers: Agent specjalnej troski (1997) Jaya Roacha. Mike Myers specjalnie dla niej napisał rolę Vanessy Kensington. Dwa lata później, już jako Vanessa Kensington Powers, Elizabeth wystąpiła w Austin Powers 2: Szpieg, który nie umiera nigdy (1999). Z bardzo dobrym przyjęciem spotkał się Permanent Midnigth (1998). Scenariusz filmu oparty został na prawdziwej historii hollywoodzkiego scenarzysty Jerry’ego Stahla. W 1999 w komedii Mój przyjaciel Marsjanin Donalda Petrie, zagrała pozbawioną zalet duchowych kobietę, która fascynuje jedynie urodą i sex appealem. W tym samym roku wystąpiła w Ed TV (1999) Rona Howarda. W 2000 zagrała diablicę w Zakręconym.
Hurley występowała także przed kamerami telewizyjnymi. Zagrała w serialach: Christabel (1988), Inspektor Morse (1987) i Sharpe (1994). Do ciekawszych należy rola Dalili w widowisku Samson i Dalila (1996) Nicolasa Roega. Jest producentką filmów: Krytyczna terapia (1996) i Mickey Niebieskie Oko (1999). W obu, w głównej roli, wystąpił Hugh Grant.

### Życie prywatne
Przez 13 lat związana była z Hugh Grantem. Prasa brukowa dużo pisała na temat związku pary. Po raz pierwszy, oficjalnie jako para, wystąpili w czasie londyńskiej premiery filmu Cztery wesela i pogrzeb w 1994 roku. Założyli wspólnie firmę „Simian Films”. Hurley pozostała przy Grancie w 1995 roku, gdy wszystkie gazety pisały o jego romansie z prostytutką.
W 2002 roku urodziła syna, Damiana.
Hurley często wzbudza sensację swoimi ekstrawaganckimi strojami. W 1995 roku podpisała kontrakt z firmą kosmetyczną Estée Lauder. Od tego czasu uczestniczy, jako modelka, w kampanii reklamowej kosmetyków tej firmy. Dużo podróżuje między Paryżem i Los Angeles, w obu miastach ma własny apartament.

## Filmografia
- 2015: The Royals (serial telewizyjny) jako królowa Helena Henstridge
- 2011: Plotkara (ang. Gossip Girl) jako Diana Payne
- 2011: Wonder Woman jako Veronica Cale
- 2006: Detoks (ang. The Cleaner)
- 2004: Method jako Rebecka Fairbanks
- 2002: Kto pierwszy, ten lepszy (ang. Serving Sara) jako Sara Moore
- 2002: Poskromienie podrywacza (ang. Bad Boy) jako Anna Lockhart
- 2001: The Human Face jako Różne role
- 2001: Drugie wcielenie (ang. Double Whammy) jako dr Ann Beamer
- 2000: Zakręcony (ang. Bedazzled) jako Diabeł
- 2000: Przekleństwo wyspy (ang. Weight of Water, The) jako Adaline Gunne
- 1999: Mój przyjaciel Marsjanin (ang. My Favorite Martian) jako Brace Channing
- 1999: Making of a Mobster: Mickey Blue Eyes, The jako ona sama
- 1999: Edtv jako Jill
- 1999: Austin Powers: Szpieg, który nie umiera nigdy (ang. Austin Powers: The Spy Who Shagged Me) jako Vanessa Kensington
- 1998: Wieczna północ (Permanent Midnight) jako Sandra
- 1997: Happy Birthday Elizabeth: A Celebration of Life jako ona sama
- 1997: Austin Powers: Agent specjalnej troski (ang. Austin Powers: International Man of Mystery) jako Vanessa Kensington
- 1997: Niebezpieczny kraj (ang. Dangerous Ground) jako Karen
- 1996: Harrison: Cry of the City jako Cecilia Harrison
- 1996: Samson i Dalila (ang. Samson and Delilah) jako Dalila
- 1995: The Shamrock Conspiracy jako Cecilia
- 1995: Dzikie Psy i Anglik (ang. Mad Dogs and Englishmen) jako Antonia Dyer
- 1994: Wróg Sharpe’a (ang. Sharpe's Enemy) jako lady Farthingdale
- 1993: Bedlam (ang. Beyond Bedlam) jako Stephanie Lyell
- 1992: Pasażer 57 (ang. Passenger 57) jako Sabrina Ritchie
- 1992-1993: Kroniki młodego Indiany Jonesa (ang. The Young Indiana Jones Chronicles) jako Vicky Prentiss (1993)
- 1991: The Orchid House jako Natalie
- 1991: Długa zima (hiszp. El largo invierno) jako Emma Stapleton
- 1990: Death Has a Bad Reputation jako Julia Latham
- 1990: Morderczy rejs (niem. Der Skipper) jako Lou
- 1989: Akt woli (ang. Act of Will) jako Christina
- 1988: Christabel jako Christabel Bielenberg
- 1988: Remando al viento jako Claire Clairmont
- 1987: Aria jako Marietta